# De Boze Bevers
De Boze Bevers (Engels: The Angry Beavers) is een Amerikaanse animatieserie, geproduceerd voor de televisiezender Nickelodeon, en bedacht door Mitch Shauer. De eerste aflevering werd in Amerika uitgezonden op 19 april 1997, na de Nickelodeon Kids Choice Awards. De serie is in Nederland aanvankelijk een tijdje in de originele Engelstalige versie uitgezonden, maar daarna in nagesynchroniseerde vorm. In de herfst van 2007 zijn er verschillende dvd's van De Boze Bevers in Amerika uitgebracht.

## Verhaal
De serie gaat over twee beverbroers: Boris (Engelse naam Daggett) en Benno (Engelse naam Norbert). Na de komst van een nieuw bevernest verlaten ze hun ouderlijk huis en gaan samen in hun eigen dam wonen. De broers maken allerlei avonturen mee, en hebben regelmatig ruzie. Dat varieert van een beetje bekvechten tot een heuse ramp. Maar als het erop aan komt, helpen ze elkaar.

## Personages
- Boris (Daggett): de jongste van de twee broers. Hij is hyperactief en vertoont vaak absurd gedrag. Hij heeft een groot aantal vreemde uitspraken en houdt ervan mensen bijnamen te geven. Hij heeft een donkerbruine vacht en een rode neus.
- Benno (Norbert): de oudste en het meest betweterig van de broers. Hij heeft veel hobby's en spreekt vaak woorden verkeerd uit voor een humoristisch effect (zo zegt hij vaak als hij iets geweldig vindt: 'dit is organtiloos!'). Hij is sarcastisch en heeft een realistischere kijk op het leven dan Boris. Hij heeft een lichtbruine vacht en een paarse neus.
- Stronk (Stump): een boomstronk die ooit door Benno werd gevonden. De bevers behandelen hem als een levend wezen, en hij lijkt ook een eigen wil te hebben (zo kan hij zichzelf buiten beeld verplaatsen).
- Barry Bear: een vriend van de bevers. Hij is een beroemde zanger, iets wat de bevers vaak uit proberen te buiten.
- Treeflower: Benno’s geliefde die hij ontmoette op een hippieconcert.
- Bing: een irritante, vliegensvlugge en praatzieke hagedis die vaak bij de bevers over de vloer komt.
- Truckee: een trucker spitsmuis. Hij en Boris kunnen elkaar niet uitstaan.
- Oxnard Montalvo: een acteur uit een reeks zwart-wit b-films waar de twee bevers verzot op zijn. Hij is hun favoriete acteur.
- Toluca Lake: een andere b-film acteur, die vaak meespeelt in de films van Oxnard Montalvo.
- Scientist #1 en Pete: twee wetenschappers die de bevers vaak gebruiken voor vreemde experimenten.
- Laverta Lutz: de Vrouwe van de Bowlingbaan waarmee Boris enkele keren in aanraking komt. Zij kan wensen vervullen.
- El Grapadura: een Mexicaanse worstelaar waarvan de broers fan zijn.
- Bill Licking: een tv presentator die vooral programma's over dieren presenteert.
- Stacy en Chelsea: de jongere tweelingzusjes van Benno en Boris. Hun geboorte was de reden dat Benno en Boris het ouderlijk huis verlieten.
- "Mam" en "Dad": de ouders van Benno en Boris.

## Stemvertolking
| Personage                           | Originele Engelse stem | Nederlandse stem                             |
| ----------------------------------- | ---------------------- | -------------------------------------------- |
| Boris Bever (Daggett Doofus Beaver) | Richard Steven Horvitz | Bram Bart                                    |
| Benno Bever (Norbert Foster Beaver) | Nick Bakay             | Hans Cornelissen                             |
| Barry Bear                          | John Garry             | Jan Elbertse                                 |
| Treeflower                          | Cynthia Mann           | Anneke Beukman                               |
| Bing                                | Victor Wilson          | Dieter Jansen                                |
| Truckee                             | Mark Klastorin         | Victor van Swaay S1-S2, S4 Sander de Heer S3 |
| Oxnard Montalvo                     | Tom Kane               | Stan Limburg                                 |
| Toluca Lake                         | Adrienne Barbeau       | Marjolein Algera                             |
| Scientist #1                        | Edward Winter          | Victor van Swaay                             |

## Afleveringen en uitzending
Er zouden oorspronkelijk 70 afleveringen op de tekentafel hebben gelegen, maar door een onverwacht einde aan de uitzending van de serie in Amerika, op 11 november 2001, zijn ze nooit allemaal op televisie verschenen. Anno 2007 zijn er slechts 63 afleveringen in Amerika uitgezonden. In Nederland zijn dat er 50. Er liggen nog vier afleveringen op de plank die nog nooit vertoond zijn.
In Nederland werden de Boze Bevers eerst uitgezonden in Villa Achterwerk, het kinderblok van de VPRO. Daarna volgde korte tijd uitzending bij Veronica. Vanaf 2003 was de serie voortaan bij de Nederlandstalige versie van Nickelodeon te zien. In september 2003 ging men daar van start met het eerste seizoen. Seizoen twee en drie gingen respectievelijk van start in de lente en in de herfst van 2004. Vanaf de zomer van 2005 verscheen de serie enige tijd niet, totdat het sinds 2 juli 2007 weer te zien was. Later was de serie ook nog te zien op Nicktoons tot eind februari 2016. Aanvankelijk vertoonde Nickelodeon de serie in Nederland zowel in een Nederlandstalige versie als in het Engelstalige origineel. Toen Nickelodeon een deel van haar zendtijd moest afstaan aan Talpa die op hetzelfde kanaal ging uitzenden, werd voortaan alleen de Nederlands gesproken versie nog vertoond.
Sinds 12 december 2016 wordt de serie weer om 00:20 uur heruitgezonden op Nickelodeon, de serie wordt nu alleen nog maar in de originele versie getoond.

## Parodie
Zo nu en dan worden er bekende personen geparodieerd in de serie. Dit gebeurt onder meer in de aflevering Beaver Fever, waar Barry Bear (als parodie op Barry White) de show steelt door zijn gepassioneerde zangkunsten. De vele films van Oxnard Montalvo zijn duidelijk een parodie op de horrorfilms uit de jaren 50 en 60. Deze scènes worden altijd zeer gedetailleerd getekend, in tegenstelling tot de tekenstijl van de rest van de serie.

## Prijzen
| Prijs                             | Categorie                                                                                     | Genomineerde            | Resultaat |
| --------------------------------- | --------------------------------------------------------------------------------------------- | ----------------------- | --------- |
| World Animation Celebration       | Best Animation Produced for Daytime                                                           | Mitch Schauer           | Gewonnen  |
| World Animation Celebration       | Best Director for Daytime Series                                                              | Robert Hughes           | Gewonnen  |
| Motion Picture Sound Editors, USA | Best Sound Editing - Television Animated Series                                               | Onbekend                | Nominatie |
| Motion Picture Sound Editors, USA | Best Sound Editing - Television Animated Series                                               | Tim Borquez, Thom Syslo | Nominatie |
| Daytime Emmy Awards               | Outstanding Achievement in Sound Mixing - Special Class                                       | Timothy J. Garrity      | Nominatie |
| Annie Awards                      | Outstanding Achievement in a Daytime Animated Television Program                              | Mitch Schauer           | Nominatie |
| Annie Awards                      | Outstanding Individual Achievement for Effects Animation                                      | Joel Krasnove           | Nominatie |
| Annie Awards                      | Outstanding Individual Achievement for Production Design in an Animated Television Production | Dan Chessher            | Nominatie |
| Annie Awards                      | Best Individual Achievement: Production Design in a TV Production                             | Mitch Schauer           | Gewonnen  |
| Annie Awards                      | Best Promotional Production (for main title)                                                  | Unknown                 | Nominatie |